# Heian Fūunden
Heian Fūunden (平安風雲伝-へいあんふううんでん, âm Hán Việt: Bình An phong vân truyện, tạm dịch là chuyện sóng gió kinh đô Heian) là một game thuộc thể loại Simulation RPG do hãng KSS phát hành trên hệ máy SNES vào năm 1995. Do đặc thù của gameplay, nó còn được xếp vào thể loại chiến thuật theo lượt
(Turn base strategy, viết tắt là TBS). Game lấy bối cảnh là nước Nhật thời Heian, thời đại mà ma quỷ và con người còn chung sống với nhau.
Lúc mới phát hành, game không được nhiều người biết đến và cũng không có các sách hướng dẫn, sách giới thiệu rầm rộ như những đại biểu tiếng tăm khác của thể loại này.

## Khái yếu
Cùng thể loại Simulation RPG, Turn base strategy có thể kể đến các đại biểu như Fire Emblem hay Sūpā Robotto Taisen, nhưng ở các dòng game chiến thuật này thì các tình tiết của câu chuyện dần được hé mở, tiến triển qua từng màn chơi. Tuy nhiên trong Heian Fūunden không có khái niệm màn chơi, không có khái niệm clear map giống như đa phần các game chiến thuật theo lượt. Màn chơi ở đây là bản đồ nước Nhật rộng lớn với các địa danh cổ thời Heian. Người chơi có thể chu du từ miền Hokuriku phía Bắc xuống tận vùng Kyūshū ở phía Nam và đụng độ đối thủ một cách ngẫu nhiên. Trên bản đồ, người chơi có thể tự do di chuyển các nhân vật của mình chứ không được tự động chuyển đến một "địa điểm cưỡng ép" như ở nhiều game TBS khác. Về điểm này thì Heian Fūunden rất giống với dòng game Final Fantasy.
Tuy nhiên, khi vào các trận đánh ngẫu nhiên thì người chơi có thể thấy rõ tính chiến thuật theo lượt của nó. Đúng như định nghĩa về thể loại này, người chơi lần lượt di chuyển các nhân vật của mình trong một lượt đi rồi sau đó nhường lượt cho máy tính, giống như đa phần các game TBS khác. Điểm khác biệt ở đây là mức độ sát thương của nhân vật gây ra trên đối thủ không chỉ lệ thuộc vào các chỉ số của nhân vật và đối phương mà còn phụ thuộc vào vị trí, địa hình tương đối giữa bên tấn công và bên nhận đòn. Điểm này thì game lại giống với Tactic Orge. Một điểm khác biệt nữa là khi bị tấn công, nhân vật không thể phản đòn trừ một số nhân vật sử dụng kỹ năng phản đòn. 
Hệ thống nhân vật trong Heian Fūunden rất phong phú. Từng loại binh chủng (class) mà nhân vật lại có những kỹ năng khác nhau. Các binh chủng chiến binh, Samurai thì có các kỹ năng, tuyệt chiêu dụng kiếm trong khi các binh chủng pháp sư, Âm Dương Sư thì có kỹ năng sử dụng chú pháp, triệu hồi Shikigami, đọc Chân ngôn cầu các vị Long thần hộ pháp trợ lực.
Đã là một game Simulation RPG thì Heian Fūunden phải có đủ các điều kiện đặc trưng của nó. Điểm đặc trưng nhất là người chơi thua cuộc khi để nhân vật chính là Kagura tử trận. Nhưng không chỉ có vậy, một điều kiện nữa là phải bảo vệ kinh đô không bị bọn quỷ Yamawaro xâm chiếm. Quân địch cũng chia làm hai loại: một loại cố định trên bản đồ, là các con trùm và liên tục sản sinh ra một loại khác là bọn yêu quái, sơn tặc di chuyển trên bản đồ. Để câu chuyện tiến triển thì người chơi phải tiêu diệt các con trùm cố định trong khi phải bảo vệ kinh đô, không để bọn tiểu yêu sinh ra từ những con trùm này xâm chiếm. Vì vậy có rất nhiều hướng đi để người chơi lựa chọn, rất nhiều tình huống có thể xảy ra vì có thể phân chia các nhân vật của mình thành nhiều đội quân khác nhau. Người chơi có quyền quyết định cho đội quân nào trấn thủ ở đâu, đội nào tiến đến đâu để tiêu diệt địch. Nói cách khác, Heian Fūunden bao gồm cả tính chiến thuật và tính chiến lược. Nếu tính chiến thuật được thể hiện qua các trận đấu ngẫu nhiên trên bản đồ thì việc sắp xếp nhân vật, bố trí quân đội sao cho tiến quân, luyện exp có hiệu quả nhất đòi hỏi cái nhìn chiến lược của người chơi.
Lấy bối cảnh là thời Heian và mang đề tài truyền kỳ, Fantasy nên Heian Fūunden mang nhiều màu sắc huyễn tưởng, đậm phong cách truyền thống Nhật Bản. Các pháp thuật đều mang tên của các chú, ấn Phật giáo và Thần đạo. Item trong game cũng là những món Phật cụ, dụng cụ thường nhật, tu hành của các hành giả, pháp sư đương thời chày Kim Cang, đàn Tỳ Bà.... 
Nội dung của game cũng nửa ảo nữa thực, hòa trộn giữa các chi tiết lịch sử và hoang đường với nhau tạo nên một màu sắc đặc biệt. Các nhân vật trong game phần lớn là nhân vật lịch sử bên cạnh một số nhân vật hư cấu.

## Nội dung
Câu chuyện của Heian Fūunden xoay quanh việc quỷ tộc Yamawarawa đột nhiên tạo phản, chống lại Triều đình, sau biến cố Taira no Masakado gây loạn 60 năm. Để bảo vệ kinh đô, quan Thái chính đại thần Fujiwara Michinaga ủy lại cho Âm Dương Sư Kamo Hiroyuki và Abe no Seimei thu thập tin tức, điều tra về sự việc này. Seimei cho hay người đệ tử thân tín của mình là Âm Dương Sư Ashiya Dōma đã bắt tay với tộc Yamawarawa và có khả năng sẽ gọi oan hồn của Taira no Masakado trở lại dương thế để tác oai tác quái. Taira no Masakado còn được gọi là Shōmon, là một tướng lãnh của Triều đình Heian nhưng sau tạo phản, bị hành hình và mang oán niệm với Triều đình. Để cứu kinh đô khỏi hiểm họa này, Seimei đã chỉ định thiếu niên Kagura ở đền thờ Kumano đi khắp các vùng miền của nước Nhật để ngăn chặn kế hoạch gọi hồn của quỷ tộc Yamawarawa.
Thế lực thù địch chủ yếu trong Heian Fūunden là Yamawarawa, một tộc thiểu số sống bằng nghề bùa chú thời Heian, nhưng dần về sau được miêu tả như là lực lượng tà quỷ (Oni). Để chống lại bọn quỷ dữ, các Samurai sử dụng thanh kiếm của mình, các Âm Dương Sư sử dụng Shikigami, các tăng lữ phái Phật giáo Chân ngôn (Shingonshū) sử dụng Pháp ấn, các Shugenja thuộc phái Thiên Đài (Tendaishū) sử dụng pháp thuật và các vu nữ sử dụng pháp thuật hồi phục cùng bắt tay với nhau trong chuyến du hành của đại tướng Kagura.
Trong game, người chơi bắt gặp rất nhiều nhân vật lịch sử như Minamoto no Raikō, Fujiwara no Sumitomo cùng tồn tại với các nhân vật không tưởng. Hư thực lẫn lộn là một điểm thú vị của Heian Fūunden. Ngoài ra, người chơi còn bắt gặp Thiên Hoàng Ichijō, Pháp Hoàng Kazan qua câu chuyện. Tuy không trực tiếp tham gia chiến đấu nhưng họ là những nhân vật quan trọng trong câu chuyện.

## Các kỹ năng
Bảng dưới đây liệt kê các loại kỹ năng, chú pháp của từng binh chủng.

### Pháp thuật của các nhà sư Mật giáo
- Hỏa Thiên Pháp Ấn (火天法印-Katen Hōin): tấn công thuộc tính hỏa, tác dụng với một Unit địch.
- Thủy Thiên Pháp Ấn (水天法印-Suiten Hōin): tấn công thuộc tính băng, tác dụng với một Unit địch.
- Phong Thiên Pháp Ấn (風天法印-Fūten Hōin): tấn công thuộc tính phong, tác dụng với một Unit địch.
- Nhật Thiên Pháp Ấn (日天法印-Nitten Hōin): tấn công thuộc tính quang, tác dụng với một Unit địch.
- Phạm Thiên Pháp Ấn (梵天法印-Bonten Hōin): tấn công thuộc tính ba động, tác dụng với một Unit địch.
- Nguyệt Thiên Pháp Ấn (月天法印-Getten Hōin): tấn công thuộc tính tinh thần, tác dụng với một Unit địch.
- Đế Thích Thiên Ấn (帝釈天印-Taishakutenin): tấn công thuộc tính lôi, tác dụng với một Unit địch.
- Bất Động Pháp Ấn (不動法印-Fudō Hōin): tấn công thuộc tính hỏa, tác dụng với tất cả địch trên một đường thẳng.
- Hàng Tam Thế Ấn (降三世印-Gōzanze-in): tấn công thuộc tính băng, tác dụng với tất cả địch trên một đường thẳng.
- Đại Uy Đức Ấn (大威徳印- Daitoku-in): tấn công thuộc tính phong, tác dụng với tất cả địch trên một đường thẳng.
- Kim Cang Pháp Ấn (金剛法印-Kongō Hōin): tấn công vật lý, tác dụng với tất cả địch trên một đường thẳng.
- Quân Trà Lợi Ấn (軍荼利印-Gunchari-in): tấn công thuộc tính tinh thần, tác dụng với tất cả địch trên một đường thẳng.
- Tứ Thiên Vương Ấn (四天王印-Shitennō-in): tấn công thuộc tính quang, tác dụng với tất cả địch trong phạm vi 4 ô quanh người dùng.
- Hoan Hỷ Thiên Ấn (歓喜天-Kangiten-in): tấn công thuộc tính tinh thần, tác dụng với tất cả địch trong phạm vi 3 ô được chỉ định.
- Tự Tại Thiên Ấn (自在天印-Jizaiten-in): tấn công thuộc tính phong, tác dụng với tất cả Unit trong phạm vi 4 ô quanh người dùng.
- Đại Nguyên Súy Ấn (大元帥印-Daigensui-in): tấn công thuộc tính ba động, tác dụng với tất cả địch trên màn hình.
- Đại Nhật Pháp Ấn (大日法印-Dainichi Hōin): tấn công thuộc tính quang, tác dụng với tất cả Unit trong phạm vi 3x6 ô do người dùng chỉ định.
- Văn Thù Pháp Ấn (文殊法印-Monju Hōin): tăng chú lực cho đồng minh.
- A Di Đà Ấn (阿弥陀印-Amida-in): tăng kỹ lượng cho đồng minh.
- Dược Sư Pháp Ấn (薬師法印-Yakushi Hōin): hồi phục một nửa HP cho đồng minh.
- Quán Thế Âm Ấn (観世音印-Kanzen-on-in): chữa trạng thái tê liệt cho đồng minh.
- Thế Chí Pháp Ấn (勢至法印-Seishi Hōin): tăng phòng ngự cho đồng minh.

### Âm thanh tinh linh
- Kasei Shōkan (火精召喚, triệu hồi tinh linh lửa): tấn công thuộc tính lửa, tác dụng lên Unit địch bên cạnh.
- Mokusei Shōkan (木精召喚, triều hồi tinh linh cây): tấn công thuộc tính gió, tác dụng lên Unit địch bên cạnh.
- Ryūsen (流泉, khúc nhạc Lưu Tuyền): gia tăng lực tấn công cho toàn đồng minh.
- Takuboku (啄木, khúc nhạc Trác Mộc): gia tăng lực phòng ngự cho toàn đồng minh.
- Kagura Uta (神楽唄, nhạc tế thần): gia tăng kỹ lượng cho toàn đồng minh.

### Pháp thuật Thần đạo
- Fukuju Gohō (福寿護法, phúc thọ Hộ pháp): hồi phục HP cho một Unit đồng minh.
- Hōju Gohō (宝珠護法, bảo châu Hộ pháp): hồi phục HP cho một Unit đồng minh ở vị trí bất kỳ.
- Kōshin Gohō (光神護法, quang thần Hộ pháp): hồi phục HP cho toàn đồng minh, trừ bản thân.
- Jōka Seihō (浄化聖法,tịnh hóa thánh pháp): chữa trạng thái tê liệt cho toàn đồng minh, trừ bản thân.
- Hino Kotodama (火乃言霊, lời của lửa): tấn công một Unit địch.
- Mizu no Kotodama (水乃言霊, lời của nước): tấn công một Unit địch.
- Kaze no Kotodama (風乃言霊, lời của gió): tấn công một Unit địch.
- Tsuchi no Kotodama (土乃言霊, lời của đất): tấn công một Unit địch, gây tê liệt.
- Amaterakami Hō (天照神法, pháp thuật của nữ thần Thái dương): hồi phục HP, chữa tê liệt, gia tăng năng lực cho toàn đồng minh.

### Shikigami
- Fugaeshi Juhō (符返呪法): chú pháp làm biến mất một Unit Shikigami của địch.
- Seimei Juhō (晴明呪法): chú pháp của Seimei, làm biến mất toàn bộ Shikigami của địch, phong ấn khả năng triệu hồi Shikigami trong một thời gian nhất định.
- Onishibari Juhō (鬼縛呪法): chú pháp trói quỷ, làm một Unit Shikigami của địch không hoạt động được.
- Fūki Juhō (封鬼呪法): chú pháp làm tan biến một Unit Shikigami ở khoảng cách bất kỳ.

### Chú thuậtYamawaro
- Đại Hắc Thiên Ấn (大黒天印-Daikokuten-in): tấn công thuộc tính hắc ám, tác dụng với tất cả Unit trong phạm vi 4 ô quanh người dùng.
- Hàng Ma Tà Pháp (降魔邪法-Gōma Jahō): tấn công toàn thể địch, phong ấn khả năng dùng pháp thuật trong một thời gian.
- Hàng Thần Tà Pháp (降神邪法-Kōshin Jahō): tấn công toàn thể địch, làm tê liệt.
- Viêm Thần Tà Pháp (炎神邪法- Enjin Jahō): tấn công toàn thể địch.
- Thủy Thần Tà Pháp (水神邪法-Suijin Jahō): tấn công toàn thể địch.
- Phong Thần Tà Pháp (風神邪法- Fūjin Jahō): tấn công toàn thể địch.

### Kiếm pháp của võ sĩ
- Iaigiri (居合斬り): thuật rút kiếm nhanh khiến địch thủ chết tại chỗ (trừ Unit đội trưởng và boss).
- Nidangiri (二段斬り): chém hai lần.
- Midaregiri (乱れ斬り): chém loạn xạ, tác dụng với toàn thể địch quanh người dùng.
- Tosshin giri (突進斬り): đâm tất cả địch trên một đường thẳng theo hướng chỉ định.
- Shinkū giri (真空斬り): chân không trảm, tác dụng với địch ở cách xa 3 ô.
- Kaeshigiri (返し斬り): tránh đòn đối phương, phản đòn.
- Kantsū giri (貫通斬り): đâm tất cả đối phương trên đường thẳng.
- Kintokigeri (公時蹴り): đòn đá chuyên dụng của Sakata no Kintoki làm địch văng đi xa.
- Mikiri (見切り): tránh đòn địch.
- Taiatari (体当たり): đâm sầm vào địch, làm văng đi vài ô.
- Kiai (気合い): hồi phục HP cho bản thân.
- Konjō (根性): tăng lực phòng ngự cho bản thân.
- Renki (錬気): tăng lực tấn công cho bản thân.